# Yercaud
Yercaud (ஏற்காடு en tamoul, येरकौड en sanskrit), est une station de montagne (Hill station) du Tamil Nadu. La ville est située dans la chaîne montagneuse des Ghâts Orientaux, sur les collines de Shevaroy (Servarayan/சேர்வராயன்) à plus de 1500 mètres d'altitude non loin de la grande ville de Salem.